# Parafia bł. Jerzego Popiełuszki w Krakowie
Parafia błogosławionego Jerzego Popiełuszki prezbitera i męczennika w Krakowie – parafia rzymskokatolicka należąca do dekanatu Kraków-Prokocim archidiecezji krakowskiej, na os. Złocień przy ulicy Agatowej.

## Historia
Parafia została utworzona 15 sierpnia 2012 dekretem kardynała Stanisława Dziwisza.
Od 2022 roku funkcję proboszcza pełni ks. Marcin Papiż.

## Grupy w parafii
- Ministranci i lektorzy
- Oaza
- Grupa kobiet „Betania”
- Schola
- Róże różańcowe
- Grupa biblijna
- Domowy kościół[3]